# Вермеерш, Флориан
Флориан Вермеерш (нидерл. Florian Vermeersch); (род. 12 марта 1999, Гент, Фламандский регион) — бельгийский профессиональный шоссейный велогонщик, выступающий с 1 июня 2020 года за команду мирового тура «Lotto Soudal». 

## Достижения
2019
1-й  Чемпион Бельгии — Групповая гонка U23
6-й Gylne Gutuer
7-й Тур Париж - Аррас — Генеральная классификация
7-й Гран-при Хафьеля
10-й Гран-при Лиллехаммера
2020
4-й Классика Брюсселя
5-й Чемпионат Бельгии — Индивидуальная гонка
8-й Джиро ди Тоскана
9-й БинкБанк Тур — Генеральная классификация